# Carrefour City
Carrefour City er en fransk kæde af convenience stores og en del af Groupe Carrefour med 8.954 butikker i Frankrig, Belgien, Spanien og UAE. I 2009 åbnede de første butikker i Paris, Nîmes og Avignon.